# Sunbeam Cycles
|  | No s'ha de confondre amb sun (motocicleta). |

Sunbeam Cycles fou una marca britànica de bicicletes i, entre 1912 i 1956, també de motocicletes, fabricades per John Marston Limited a Wolverhampton. Amb la mort de John Marston després de la Primera Guerra Mundial, l'empresa fou comprada per Nobel Industries, la qual va esdevenir més tard ICI. Associated Motor Cycles li va comprar la marca el 1937 i el 1943 la va vendre a BSA.
Sunbeam Cycles és coneguda especialment per la seva motocicleta S7, amb els seus característics pneumàtics bombats, barra de transmissió posterior i motor bicilíndric en línia amb vàlvules al capçal.

## Història

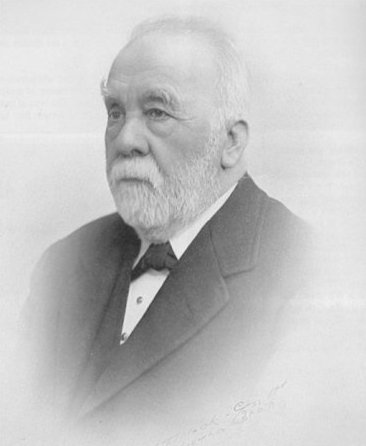
John Marston el 1916

El fundador de Sunbeam Cycles, John Marston, havia nascut el 1836 a Ludlow (Anglaterra) al si d'una família de petits terratinents. El 1851, a 15 anys, l'enviaren a Wolverhampton d'aprenent d'Edward Perry, un fabricant d'objectes de llautó lacats. A 23 anys se'n va anar i va crear el seu propi negoci de lacat on produïa tota mena d'articles domèstics. Ho va fer tan bé que quan Perry es va morir el 1871, Marston els va comprar el negoci als hereus i el va fusionar amb el seu.
El 1887, Marston va començar a fabricar bicicletes i, per suggeriment de la seva dona Ellen, va adoptar la marca Sunbeam ("raig de sol" en anglès); la seva fàbrica de Paul Street es va anomenar Sunbeamland. John Marston era un perfeccionista i això es va reflectir en l'alta qualitat de fabricació de la bicicleta Sunbeam, amb la cadena de transmissió coberta per una carcassa en què un bany d'oli la mantenia lubrificada i neta. Les bicicletes Sunbeam es van fabricar fins al 1936.
El 1898, John Marston fundà una altra empresa a Wolverhampton, anomenada Villiers Engineering, dedicada inicialment a la fabricació de components de bicicleta per a Sunbeam. El 1902 vengué aquesta empresa al seu fill Charles. Aviat, Villiers Engineering esdevingué un dels majors fabricants de motors per a motocicleta i altres usos del món.
Des de 1903, John Marston Limited havia fet alguns primers experiments afegint motors a les bicicletes, però no van reeixir; un home es va matar. L'aversió de John Marston a les motocicletes no en va afavorir el posterior desenvolupament. Després d'alguns productes experimentals fabricats a finals de la dècada del 1890, es van construir automòbils a partir de 1902. El 1905, Marston creà una ramificació separada del seu negoci, amb seu a una milla de distància, al barri de Blakenhall de Wolverhampton, anomenada Sunbeam Motor Car Company Limited.
Tanmateix, després d'un declivi del negoci que va afectar la fabricació d'automòbils, Marston es veié empès a fabricar motocicletes a partir de 1912 (a l'edat de 76 anys), en uns moments en què aquesta mena de vehicles experimentaven una puixança dins el mercat. Seguint la tradició de les seves bicicletes, les motocicletes eren d'alta qualitat, generalment amb un sol cilindre i conegudes com a Gentleman's Machine. Les motocicletes Sunbeam obtingueren bons resultats a les primeres edicions del TT de l'illa de Man.
L'empresa de la família Marston va encetar una altra línia de negoci el 1931 amb la producció de motors marins forabord, comercialitzats inicialment com a Marston Seagull i més tard coneguts com a British Seagull.

### Propietat
Després de la Primera Guerra Mundial, amb la mort del fundador, John Marston Limited es va vendre a un consorci. El 1919, el consorci va passar a formar part de Nobel Industries Limited. El 1927, Nobel Industries es va fusionar amb Brunner Mond Ltd. per a formar Imperial Chemical Industries (ICI). Dins aquesta enorme organització les motocicletes eren una part petita del negoci.
El 1937 la marca comercial Sunbeam fou venuda a Associated Motor Cycles Ltd (AMC), la qual va continuar fabricant bicicletes i motocicletes Sunbeam fins al 1939. L'activitat principal d'AMC era la fabricació de motos Matchless i AJS. Alguns anys després de vendre Sunbeam, AMC va passar a ser propietària de Norton, James i Francis-Barnett. El 1943, AMC va vendre el nom de Sunbeam a BSA i aquest grup la va incorporar com a Sunbeam Cycles Limited. Les Sunbeam no es van produir a la fàbrica principal de BSA de Small Heath, Birmingham, sinó en una altra fàbrica de BSA a Redditch, Worcestershire. Del 1946 al 1956 es van produir tres models de motocicletes Sunbeam inspirats en motocicletes BMW subministrades a la Wehrmacht durant la Segona Guerra Mundial. Després van seguir dos models d'escúters, fabricats de 1959 a 1964.

## Models

### Bicicletes Sunbeam
Les bicicletes Sunbeam (anomenades sempre "The Sunbeam") es fabricaren a Wolverhampton entre el 1887 i el 1937. Com que a la mateixa fàbrica s'hi treballaven les xapes i s'hi lacaven (a l'època victoriana, l'equivalent dels actuals esmaltats vitrificats), la producció de bicicletes presentava pocs problemes. Tot i que al començament, els seus productes tenien un disseny similar als d'altres fabricants, a mitjan dècada del 1890 Sunbeam va adoptar una versió de la carcassa protectora de la cadena de transmissió en bany d'oli creada per Harrison Carter. Aquest disseny possibilitava que l'oli contingut al receptacle lubrifiqués el suport inferior, la cadena i la boixa posterior, essent l'única bicicleta a oferir aquest avenç tecnològic al seu moment.
La Sunbeam estava dissenyada per a durar tota la vida i era tal la seva longevitat que, actualment, n'hi ha exemplars amb un segle d'antiguitat que encara conserven el seu acabat, cadena i transmissió originals. El model superior era el "Golden", amb llandes d'aliatge, pinyons epicíclics de dues i tres marxes i esgrafiats decoratius amb pa d'or. La "Royal" era de la mateixa qualitat, però tenia un acabat vermell i un equipament més senzill. El model "RR" es va fer servir als Jocs Olímpics de 1928 i el "Golden Light Roadster" posterior es va fabricar amb el millor i més modern tub 'Cromoly'. Aquests i altres models es van fabricar juntament amb les motocicletes a "Sunbeamland" (Pool Street, Wolverhampton) fins al 1937 i posteriorment, amb els mateixos dissenys, per AMC fins al 1943 i per BSA fins al 1957.

### Motocicletes Sunbeam
Durant la primera etapa, es van produir molts models de motocicleta Sunbeam 'John Marston'. El primer era un de 350 cc aparegut el 1912, seguit per una gamma de monocilíndrics de 500 cc i alguns bicilíndrics en V. El 1924 es va introduir un nou sistema de numeració de models que anava de l'u a l'onze. En anys posteriors se'n van produir uns altres amb números més alts. La majoria tenien motors monocilíndrics que lliuraven una potència relativament baixa, tot i que guanyaven sovint les curses al TT de l'illa de Man (la darrera vegada el 1929). Un tret distintiu de totes les Sunbeam de Marston era la seva excel·lent qualitat i acabat en negre, amb gravats amb pa d'or.

#### Les motocicletes Model S

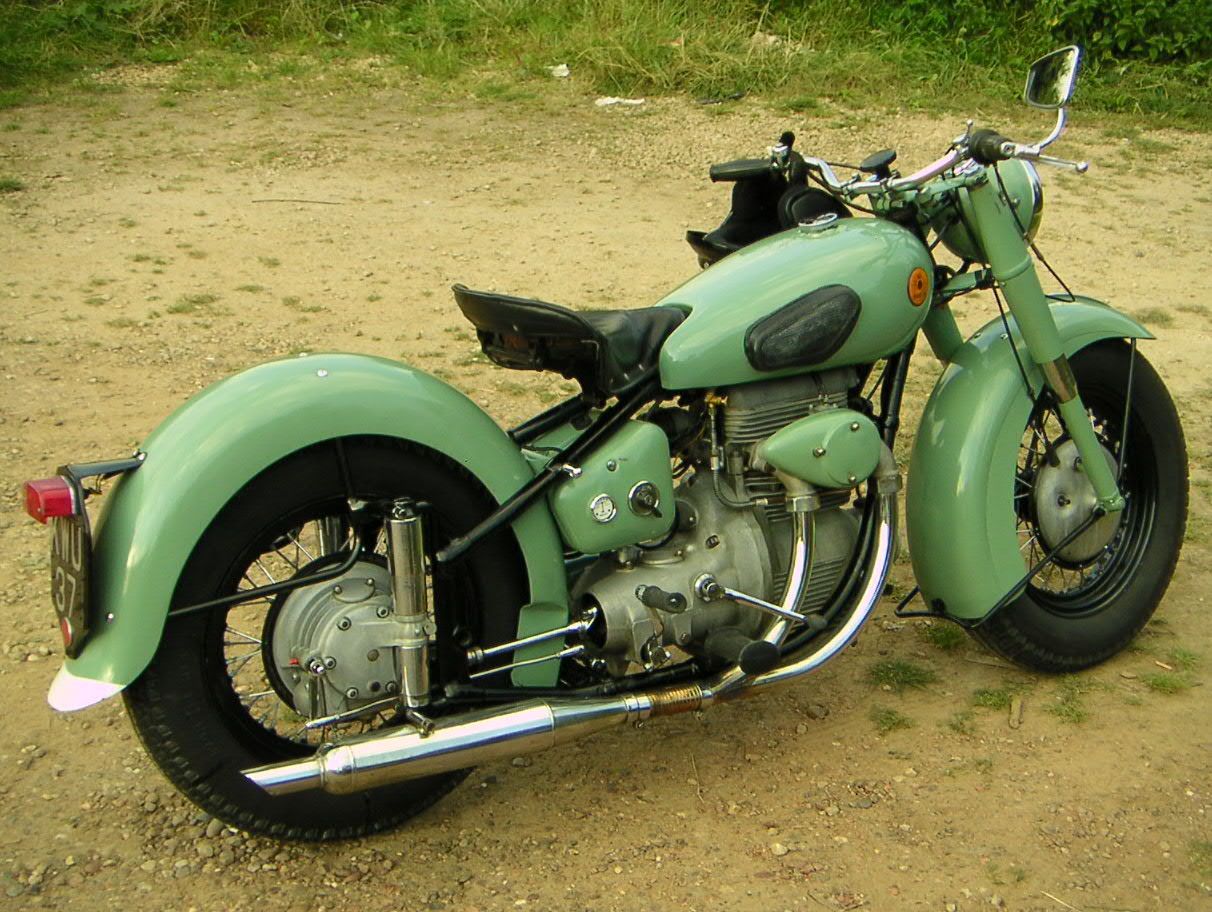
Una Sunbeam S7 Mist Green. S'hi observen els característics pneumàtics bombats i barra de transmissió

Els models S van ser dissenyats a BSA per Erling Poppe i fabricats del 1946 al 1956. N'hi havia tres: l'S7, l'S8 i l'S7 Deluxe. Tots tres eren molt cars, però en tenir un rendiment modest es van vendre poc.
El disseny inusual del motor era la característica principal de les S7, una moto que disposava d'un motor i una transmissió similars a la d'un automòbil. El motor era un bicilíndric de 500 cc OHC vertical en línia muntat longitudinalment amb bobina d'arrencada i lubrificació de càrter humit que, mitjançant un embragatge sec, movia amb un eix la roda posterior. El motor en línia feia que això fos tecnològicament factible (els motors "boxer" bicilíndrics plans de les BMW ja havien fet servir transmissió per eix). A diferència de BMW, que emprava un sistema de pinyó y corona per a moure la roda posterior, Sunbeam feia servir un vis sens fi amb un engranatge espiral de bronze; la poca duresa del bronze, però, desgastava ràpidament els components de la transmissió.
L'S7 original es va produir de 1946 a 1948. El 1949 es va produir l'S8, més esportiva, amb rodes de mida estàndard en comptes dels gruixuts pneumàtics de la S7 i forquilles anteriors tipus BSA. El disseny de la S7 es va millorar i després es va vendre com a S7 Deluxe. L'S7 original només estava disponible en negre, mentre que els colors estàndard de la S8 eren "Gris policromàtic" o negre. La S7 Deluxe venia en "Mist Green" o negre. En canvi, a l'estranger BSA subministrava la Sunbeam en gairebé qualsevol color de la gamma BSA. Tot i que la primera S7 no es venia gaire i mecànicament no era gaire sòlida, és el model més buscat actualment pels col·leccionistes, per sobre dels models S7 Deluxe i S8.
Quan la producció de Sunbeam va cessar, BSA va vendre'n les restes d'estocs de peces a Stewart Engineering, i aquesta empresa és ara l'únic proveïdor de recanvis per a motocicletes Sunbeam de postguerra.

### Escúters Model B
Els escúters Sunbeam es van produir durant l'època final de BSA, entre el 1959 i el 1964. Els models s'anomenaven B1 i B2 i es van comercialitzar amb dues denominacions: BSA Sunbeam i Triumph Tigress.